# Pokrowska Bahatschka
Pokrowska Bahatschka (ukrainisch Покровська Багачка; russisch Покровская Богачка Pokrowskaja Bogatschka) ist ein Dorf in der ukrainischen Oblast Poltawa mit etwa 1050 Einwohnern (2016).

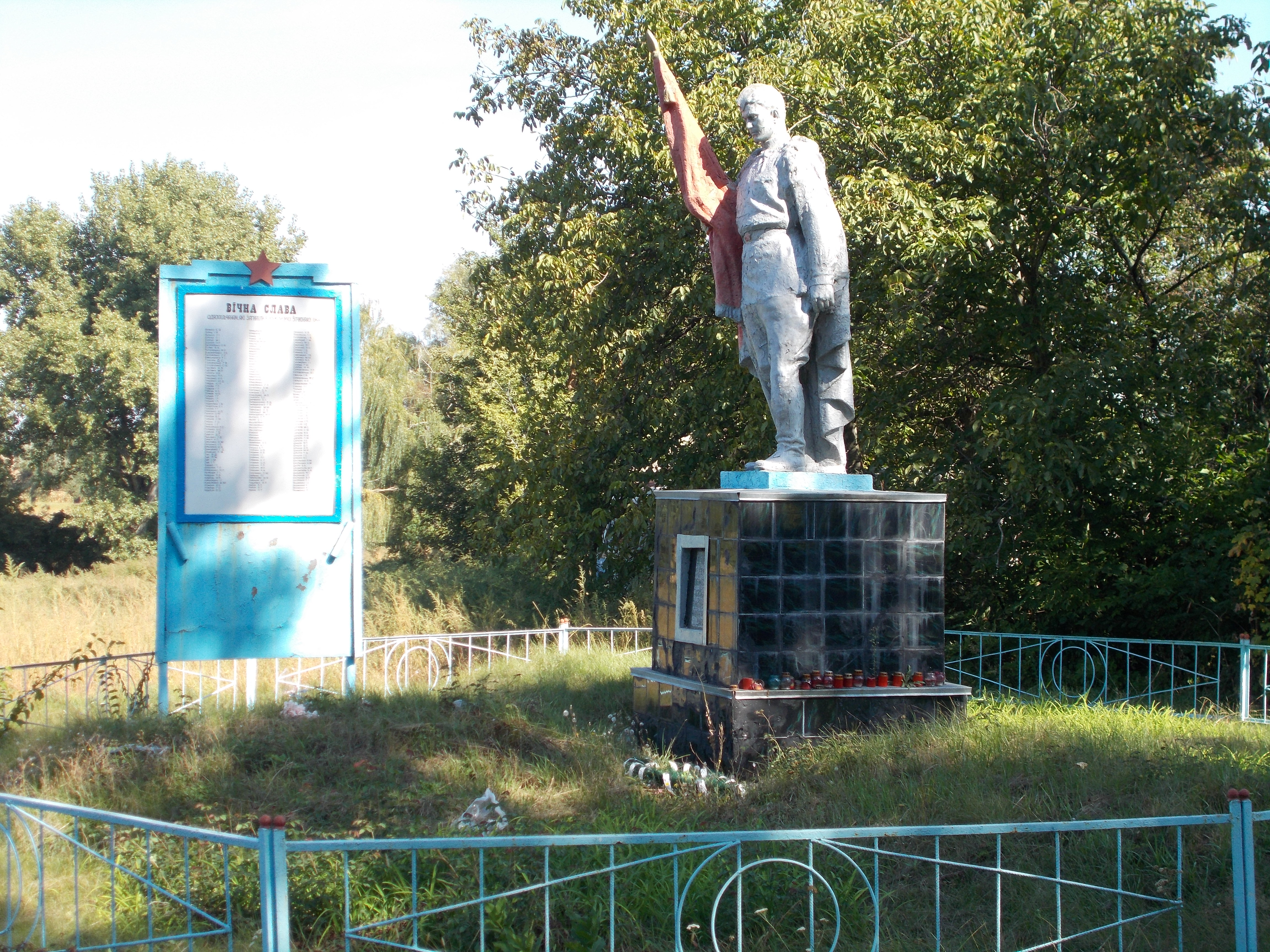
Denkmal im Ort

Im Dorf gibt es eine zweistöckige Schule, einen Kindergarten, ein Bezirkskrankenhaus, einen Tierarzt, eine Apotheke, ein Kulturhaus sowie ein Postamt und seit 1998 wieder eine Kirche.

## Geschichte
Das im frühen 17. Jahrhundert gegründete Dorf wurde 1845 vom ukrainischen Nationaldichter Taras Schewtschenko, der sich auf der Reise von Lubny nach Wesselyj Podil befand, besucht und später in seinem Roman Zwillinge (Близнецы Blisnezy) erwähnt.
Die Ortschaft hieß zwischen 1923 und 1926 Leninskoe und war von 1923 bis 1931 sowie von 1935 bis 1957 das Zentrum des Rajons Pokrowska Bahatschka (Покровсько-Багачанський район/Pokrowsko-Bahatschanskyj rajon). 1971 besaß das Dorf 1486 Einwohner und 2001 betrug die Zahl der Einwohner 1350.

## Gemeinde
Am 12. Juni 2020 wurde das Dorf ein Teil der neugegründeten Stadtgemeinde Chorol, bis dahin bildete es zusammen mit dem Dorf Nastassiwka (Настасівка) die gleichnamige Landratsgemeinde Pokrowska Bahatschka (Покровсько-Багачанська сільська рада/Pokrowsko-Bahatschanska silska rada) im Nordwesten des Rajons Chorol.
Zwischen 13. August 2015 und 12. Juni 2020 war es das Zentrum der gleichnamigen Landgemeinde Pokrowska Bahatschka (Покровськобагачанська сільська громада/Pokrowskobahatschanska silska hromada) zu der auch die Dörfer Beresnjaky (Березняки), Iwanzi (Іванці), Jerkiwzi (Єрківці), Nastassiwka (Настасівка), Saporoschtschyne (Запорожчине) und Tarassiwka (Тарасівка).
Am 17. Juli 2020 kam es im Zuge einer großen Rajonsreform zum Anschluss des Rajonsgebietes an den Rajon Lubny.

## Geografische Lage
Die Ortschaft liegt in der Waldsteppenzone auf einer Höhe von 137 m am Ufer der Bahatschka (Багачка), einem 12 km langen, linken Nebenfluss der Sula. Das ehemalige Rajonzentrum Chorol befindet sich 15 km südöstlich und das Oblastzentrum Poltawa 115 km südöstlich von Pokrowska Bahatschka.
Durch das Dorf verläuft die Fernstraße M 03 / E 40.

## Söhne und Töchter der Ortschaft
- Wolodymyr Sirenko (* 1960), ukrainischer Dirigent, künstlerischer Leiter und Chefdirigent des Nationalen Sinfonieorchesters der Ukraine